# Orbes

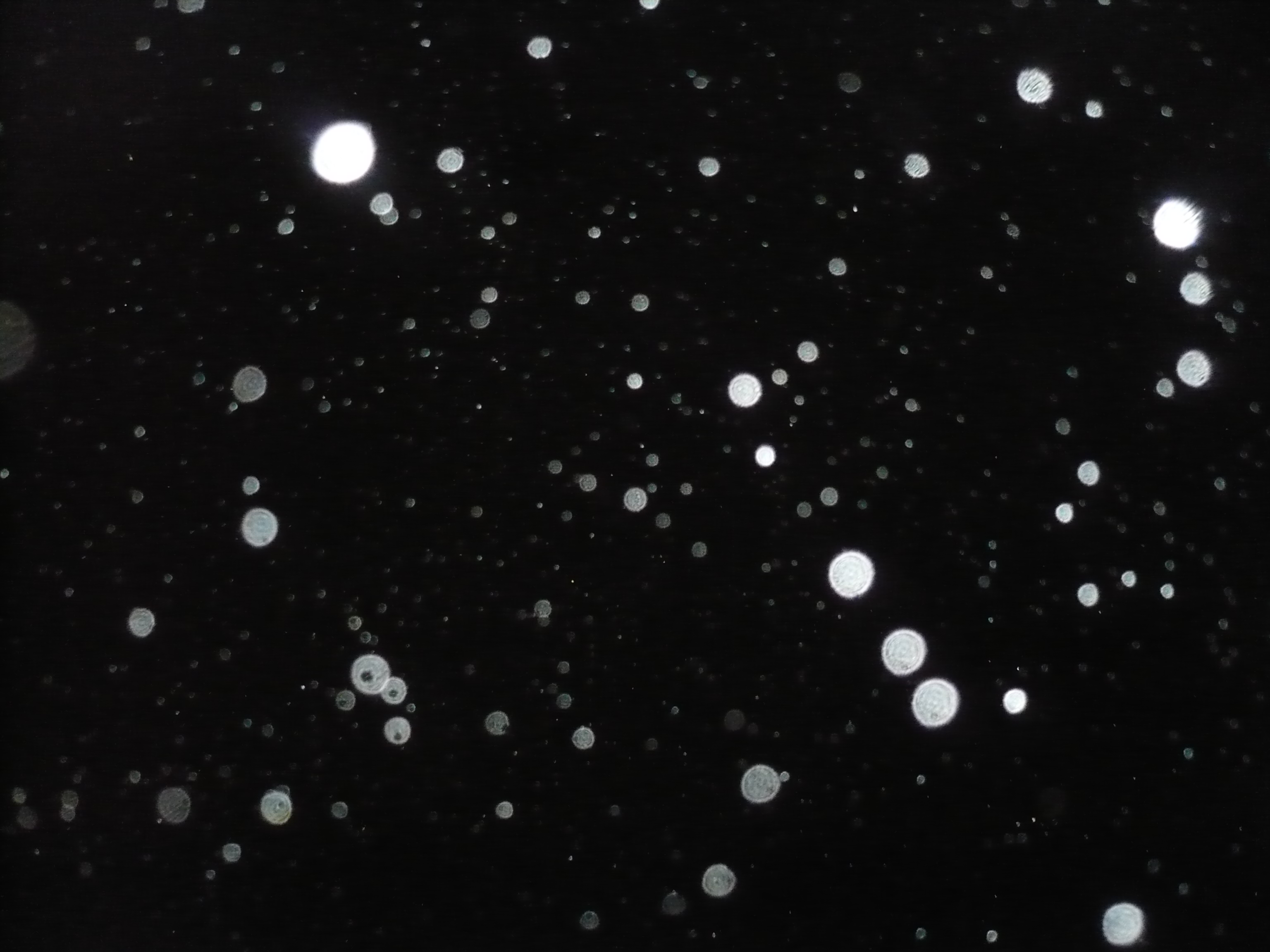
Orbs de chuva de uma nuvem nimbostratus na noite.

O termo Orbes ou Orbs (do inglês orb) é o nome popular dado para anomalias visuais inesperadas que aparecem em fotografias e vídeos; o termo técnico é artefato. Estas anomalias costumam ser redondas e luminosas, e suas causas mais habituais são a sujeira na lente ou sensor da câmara, o efeito retrorreflector de um flash ou de luzes em alguma partícula em suspensão (pólen, gotas de água, pó, insetos...) que provoca que a luz reverbere ocasionando aberrações ópticas. 
No entanto, às vezes o fenómeno apresenta-se em certos ambientes onde a explicação anterior fica descartada. Têm ficado registados numerosos eventos onde o comportamento destas luminescências é anómalo, por exemplo, se movem em direção contrária às correntes de ar, como fariam as partículas de pó, pólen ou água; giram e disparam-se a velocidades súbitas; aparecem ou se desaparecem diante da câmara. Alguns pesquisadores têm atribuído estas características a circunstâncias paranormal que ainda não têm uma explicação conhecida. 

## Explicação
O aparecimento da maioria dos orbes são atribuídos ao efeito de backscatter ou retrodifusão dos flashes utilizados em câmeras fotográficas, em especial câmeras compactas, que ficam muito próximas da lente. Não são mais que partículas em suspensão desfocadas, e sua forma é circular devido à difração e a forma da lente; o fenómeno produz-se mais facilmente com as câmeras compactas digitais, que têm o flash mais perto do olho na câmera (mais no eixo), enquanto em câmeras SLR os orbes aparecem com maior dificuldade. Nenhum tipo de câmera (digital ou não) é totalmente imune a este fenómeno. 
Um grande número de fotos de "orbes" compartilham algumas características comuns:
- São tomadas com câmeras digitais compactas.
- Disparam-se em ambiente escuro.
- Emprega-se flash.
- Obtêm-se em meios com pó, pólen, insetos, neve, ou gotas finas ou partículas líquidas em suspensão invisíveis para o olho humano.

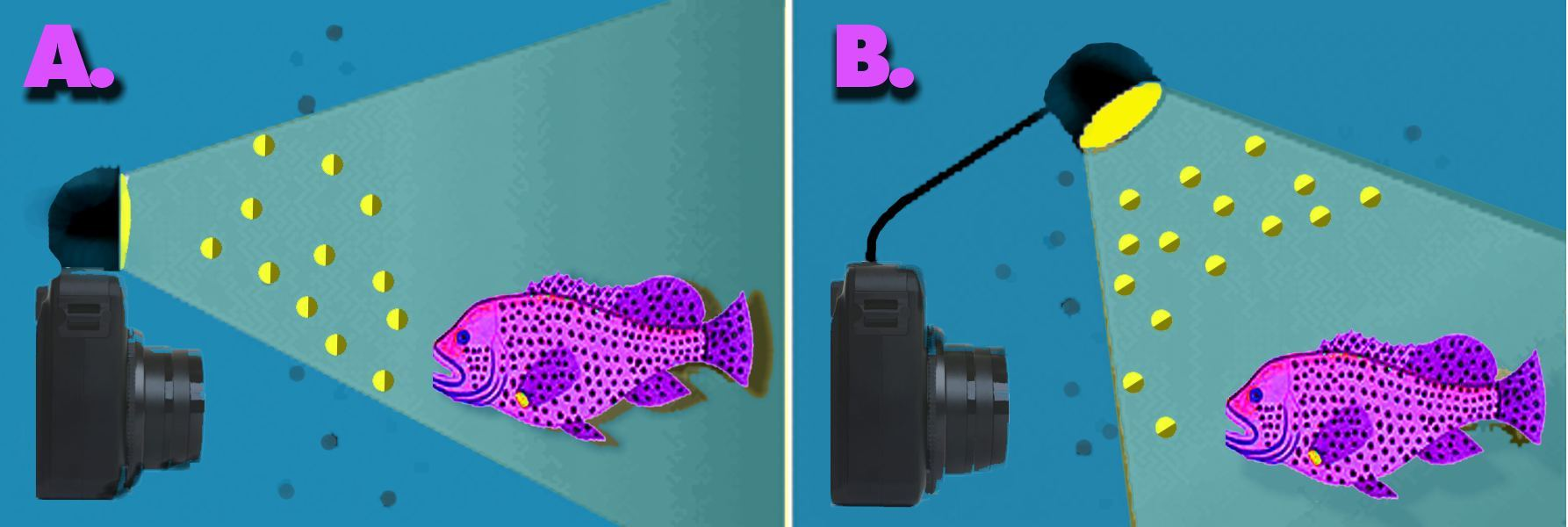
Reconstrução de duas condições possíveis para o aparecimento de uma orbes em baixo d'água: (A) muito possível ou (B) menos possível, dependendo do aspecto das partículas e o ângulo de posição do flash em frente à lente (elementos sem escala).

## Exemplos
Exemplos de orbes refletindo partículas sólidas e líquidas:

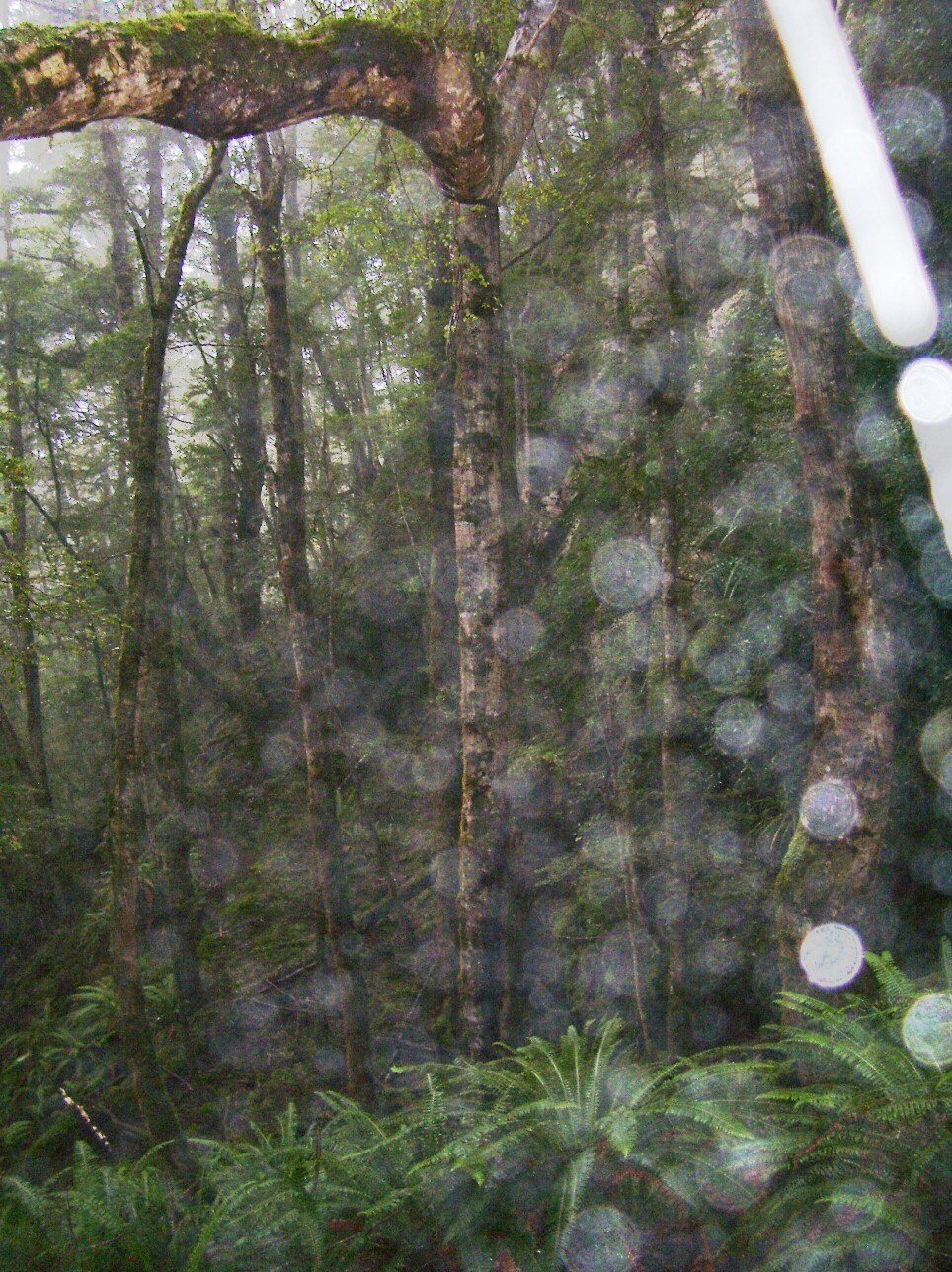
Orbes em bosque
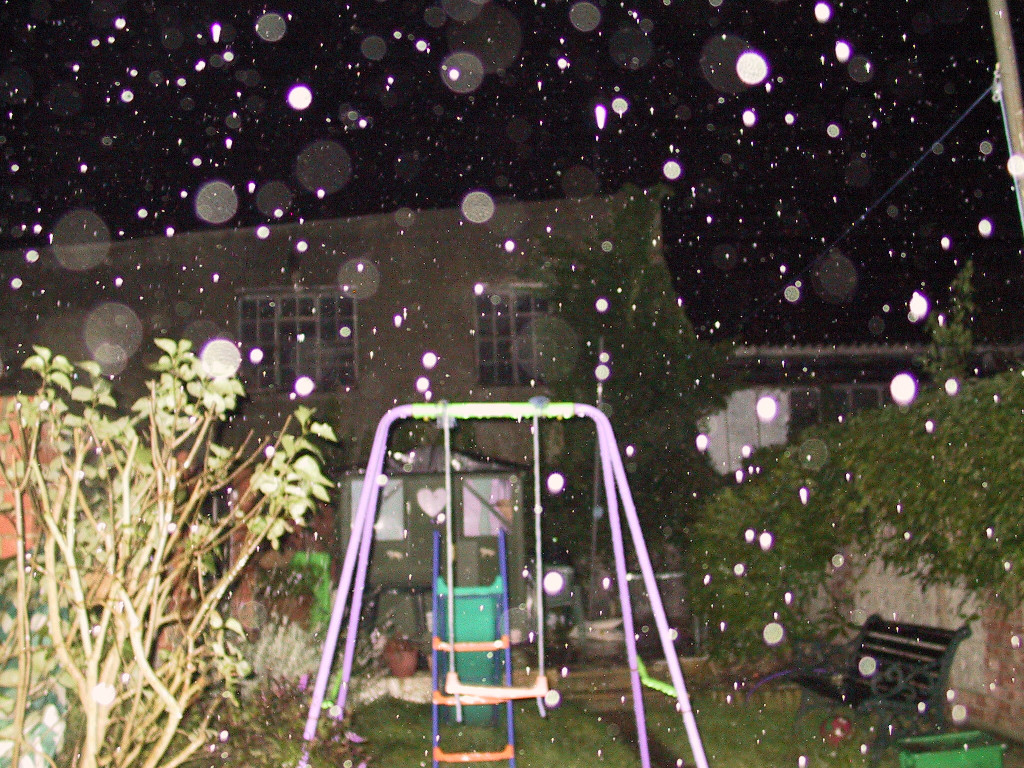
Orbes de chuva, câmera em foco (zoomed out)